# Johannes Wiegelmann
Johannes Thomas Maria Wiegelmann (* 2. Februar 1993 in Fulda) ist ein deutscher Politiker (CDU) und seit 2025 Mitglied des Deutschen Bundestages.

## Leben

### Studium und Beruf
Wiegelmann wuchs in Bad Soden-Salmünster auf, wo er sich in der katholischen Kirchengemeinde engagierte. Er absolvierte im Juni 2012 das Abitur am Franziskanergymnasium Kreuzburg in Großkrotzenburg und von Oktober 2012 bis April 2017 das Studium der Rechtswissenschaft an der Heinrich-Heine-Universität in Düsseldorf mit einem Stipendium der Konrad-Adenauer-Stiftung. Im April 2017 legte er die erste juristische Prüfung beim Oberlandesgericht Düsseldorf ab.
Von Oktober 2016 bis November 2020 war er Büroleiter und wissenschaftlicher Mitarbeiter für Peter Tauber, Abgeordneter des Deutschen Bundestages, und durchlief von Dezember 2020 bis Januar 2023 den juristischen Vorbereitungsdienst am Landgericht Düsseldorf, die er im Januar 2023 mit der zweiten juristische Staatsprüfung in Düsseldorf abschloss. Seit April 2023 ist er Rechtsanwalt in Düsseldorf in einer auf das Wirtschaftsstrafrecht spezialisierten Rechtsanwaltskanzlei.

### Partei
Im Februar 2009 trat Wiegelmann in die CDU und die Junge Union ein. Im Dezember 2011 übernahm er mit 18 Jahren den Vorsitz des CDU-Stadtverbandes Bad Soden-Salmünster.

### Kommunalpolitik
Wiegelmann ist seit April 2011 Mitglied der Stadtverordnetenversammlung in Bad Soden-Salmünster und seit April 2021 Fraktionsvorsitzender der CDU-Fraktion in der Stadtverordnetenversammlung.

### Bundestag
Wiegelmann kandidierte bei den Bundestagswahl 2021 für den 20. Deutschen Bundestag im Bundestagswahlkreis Main-Kinzig – Wetterau II – Schotten, konnte sich aber nicht gegen Bettina Müller (SPD) durchsetzen und auch nicht über die Landesliste einziehen. Bei der Bundestagswahl 2025 kandidierte er erneut im selben Wahlkreis, wo er mit 34,1 Prozent der Erststimmen direkt in den 21. Deutschen Bundestag einzog. Auf der CDU-Landesliste Hessen hatte er Platz 15 inne. Er ist ordentliches Mitglied im Ausschuss für Recht und Verbraucherschutz und im Ausschuss für Wahlprüfung, Immunität und Geschäftsordnung sowie stellvertretendes Mitglied im Verteidigungsausschuss.

### Privates
Wiegelmann ist römisch-katholisch, besitzt seit 2018 einen Jagdschein, hat eine jüngere Schwester und wohnt in Bad Soden-Salmünster.

## Ehrenämter
Wiegelmann war von 2019 bis 2023 ehrenamtlicher Richter am Verwaltungsgericht Frankfurt am Main.

## Mitgliedschaften
- Kreisjagdverein Gelnhausen (seit 2018)

## Schriften
- Bambi ist kein Rechtssubjekt: Die rechtmäßige Tötung wild lebender Tiere im Spannungsfeld von Recht, Ethik und Praxis. In: Zeitschrift für Europäisches Umwelt- und Planungsrecht. Band 22, 2024, S. 449–456.